# Båtlyft

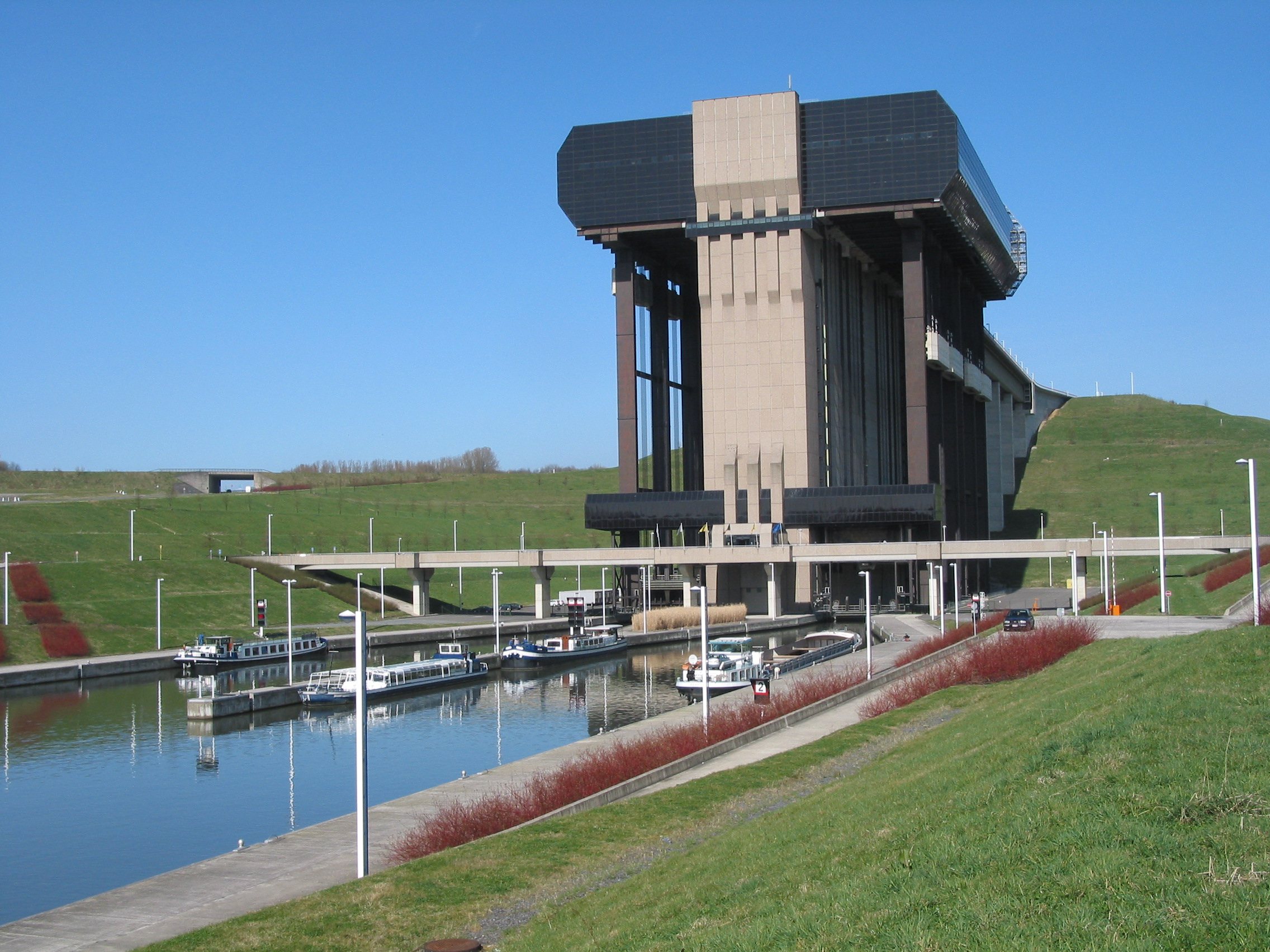
Strépy-Thieu (Belgien)

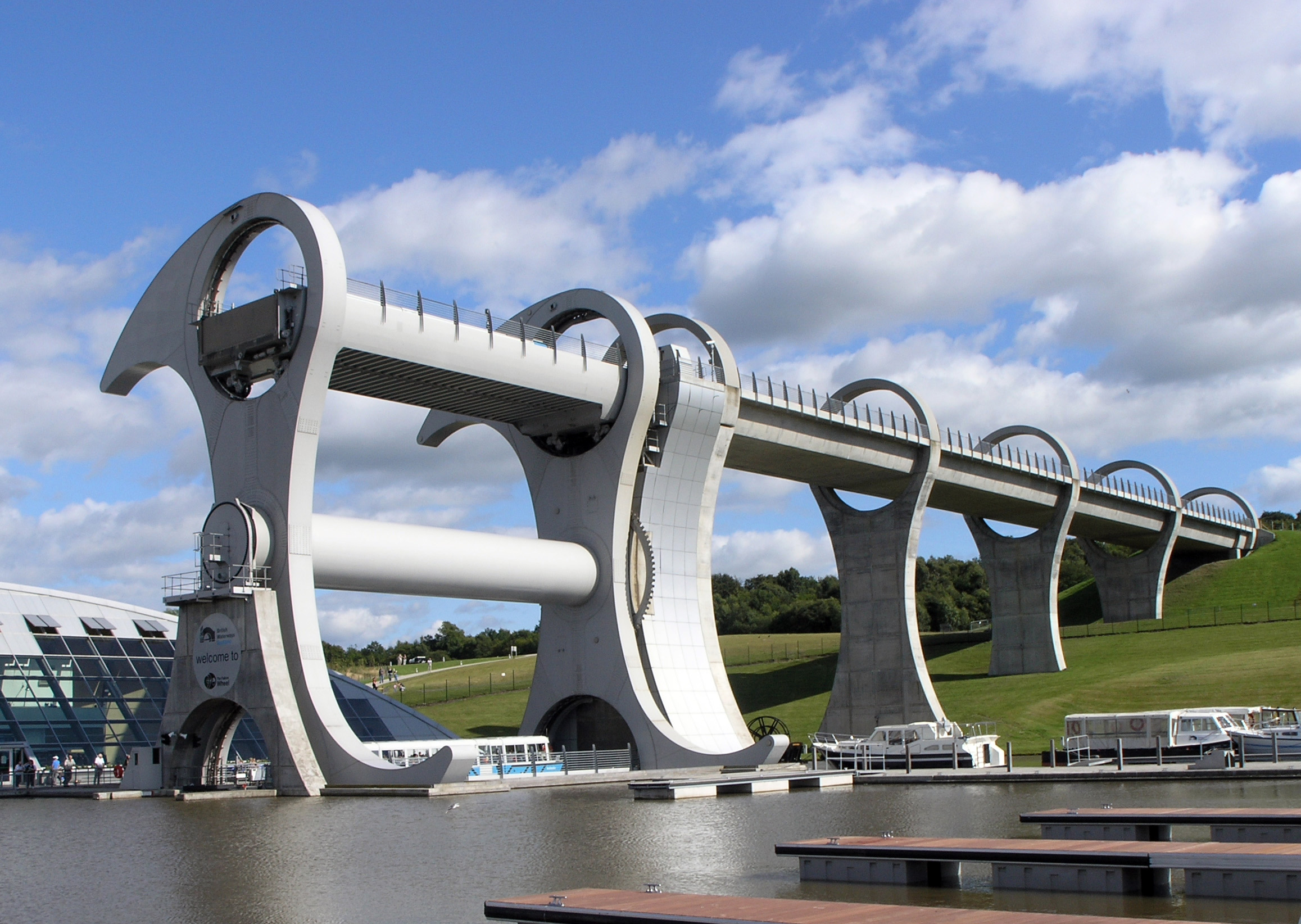
Falkirk Wheel (Skottland)

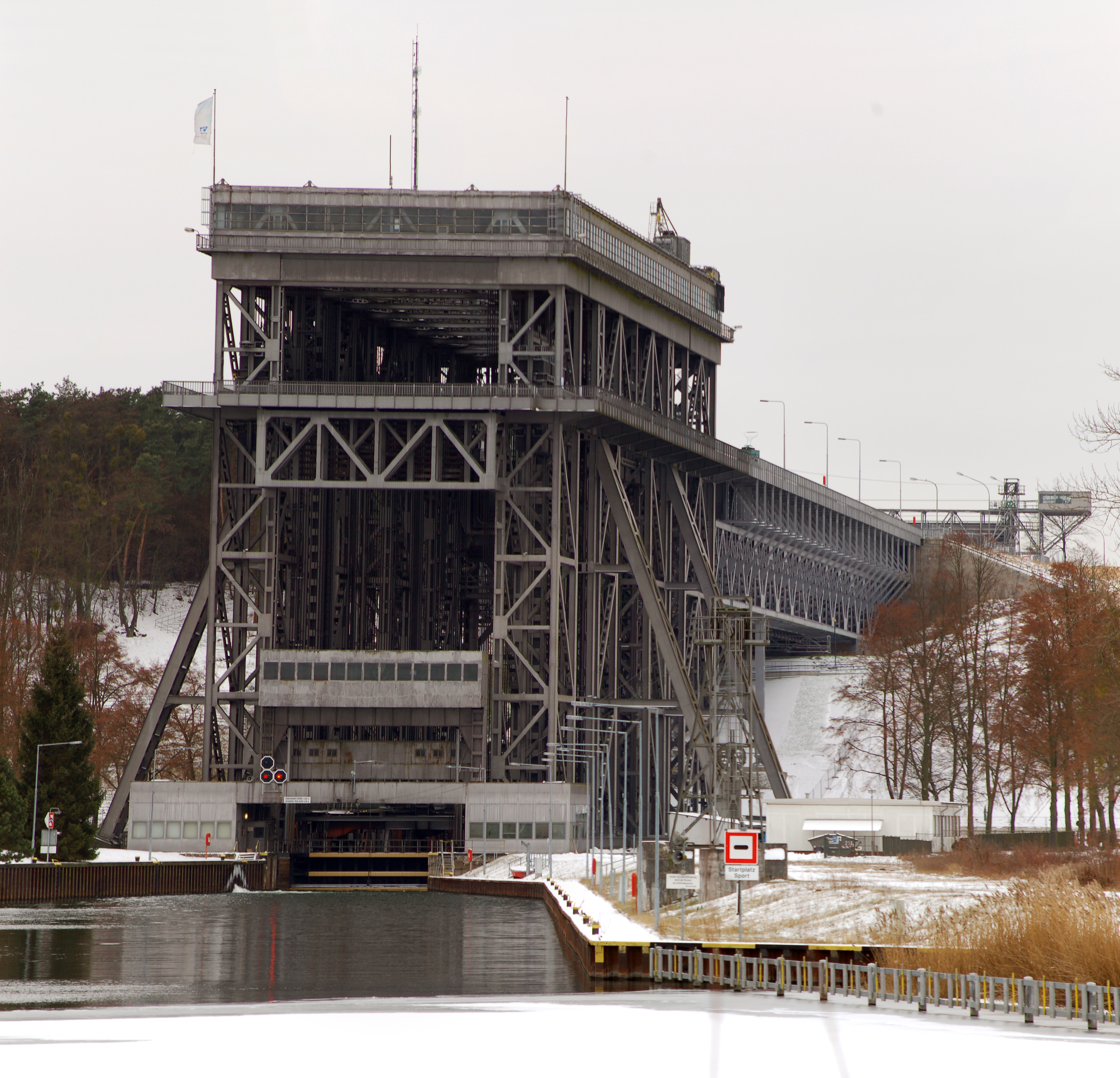
Lyftverket Niederfinow (Tyskland)

En båtlyft, skeppslyft, eller lyftverk är en anordning för att transportera båtar i höjdled mellan olika vattendrag med inbördes höjdskillnad. Det är ett alternativ till slussar som inte kan lyfta farkoster lika mycket i taget och som kräver en god vattentillförsel. Det kan antingen vara helt vertikala lyft, som exempelvis Strépy-Thieu, lutande plan som Saint-Louis/Arzviller eller rotativa som Falkirk Wheel.

## Historia
Den första kända båtlyften var en pråmlyft på 2,5 ton vid Churprinz gruvkanal  i Halsbrücke nära Dresden i Tyskland. Den lyfte pråmar 7 meter utan användning av kassuner. Hissen drevs mellan 1789 och 1868. Efter tillkomsten av denna lyft inleddes en tid av olika experiment och enligt ingenjören James Green hade 5 båtlyftar byggts mellan 1796 och 1830. Green framhåller Dr James Anderson i Edinburgh. Erasmus Darwins Commonplace Book daterad 1777-1778 innehåller en konstruktion för en båtlyft som bygger på väl avvägda vattenfyllda kassuner på sidan 58-59.
Ett exempel på dessa tidiga lyftar som konstruerades, låg vid Mells på Dorset och Somerset Canal. Lyftarna på pråmavsnitten på Grand Western Canal togs i bruk år 1835 och blev de första icke experimentella båtlyftarna i Storbritannien. 
Peterborough båtlyft som konstruerades av Richard Birdsall Rogers öppnade 1904 i Kanada. Båtlyften drevs enbart av gravitationen, med en extra tyngd på den övre delen av 30 cm vatten. 
Världens nuvarande största båtlyft, med 73,15 meters höjdskillnad och europeisk klass IV (1350 ton) kapacitet är Strépy-Thieu i Belgien. 
Enligt en prognos kommer den nya fartygshissen vid De tre ravinernas damm bli ännu högre och kunna lyfta fartyg med ett deplacement på upp till 3 000 ton. Båtlyften vid Longtandammen rapporteras bli ännu högre totalt med en största vertikal lyfthöjd på 179 meter, i två steg, när den blir klar.

## Kända båtlyftar
| Namn                       | Plats     | Öppnade    | Kapacitet | Dimension                   | Höjdskillnad | Cykeltid   |
| -------------------------- | --------- | ---------- | --------- | --------------------------- | ------------ | ---------- |
| Strépy-Thieu               | Belgien   | 2002       | 1350 ton  | 112 x 12 meter x 3,35 meter | 73,15 meter  | 7 minuter  |
| Lyftverket Scharnebeck     | Tyskland  | 1974       | 1350 ton  | 105,4 x 15,8 x 3,4 meter    | 38 meter     | 3 minuter  |
| Peterborough               | Kanada    | 1904       | 1300 ton  | 42,7 x 10,1 x 2,1 meter     | 19,8 meter   | 10 minuter |
| Kirkfield                  | Kanada    | 1907       | 1300 ton  | 42,7 x 10,1 x 2,1 meter     | 14,9 meter   | 10 minuter |
| Lyftverket Rothensee       | Tyskland  | 1938       | 1000 ton  | 85 x 12,2 x 2,5 meter       | 16 meter     | 20 minuter |
| Falkirk Wheel              | Skottland | 2002       | 600 ton   |                             | 35 meter     | 4 minuter  |
| Lyftverket Niederfinow     | Tyskland  | 1934       | 600 ton   | 85 x 12 x 2,5 meter         | 36 meter     | 20 minuter |
| Lyftverket Henrichenburg   | Tyskland  | 1962       | 600 ton   | 67 x 8,2 x 2 meter          | 14 meter     | 25 minuter |
| Canal du Centres båtlyftar | Belgien   | 1888, 1917 | 350 ton   |                             | 17 meter     |            |
| Anderton båtlyft           | England   | 1875       | 250 ton   | 22,9 x 4,7 x 2,9 meter      | 15,25 meter  |            |
| Fontinettes båtlyft        | Frankrike | 1888       |           |                             | 13 meter     | 90 minuter |